# Ludwig Crüwell
Ludwig Crüwell (Dortmund, 20 de març de 1892 - Essen, 22 de setembre de 1958) va ser un general alemany conegut per la seva participació durant la Segona Guerra Mundial al comandament de l'Afrika Korps. Va ser fet presoner pels britànics el 1942, durant la batalla de Gazala.

## Biografia
Nascut a la ciutat de Dortmund, a la regió industrial del Ruhr, Crüwell es va unir a l'Exèrcit Imperial Alemany el 1911 i un any després ja ostentava el rang de Tinent. Va intervenir durant la Primera Guerra Mundial, lluitant al Front occidental. En acabar la contesa va romandre al Reichswehr durant el període de la República de Weimar, i posteriorment a la Wehrmacht durant l'època nazi.

### Segona Guerra Mundial
Després del començament de la Segona Guerra Mundial va assumir el comandament de l'11a Divisió Panzer, i al capdavant d'aquesta unitat es va destacar durant la invasió de Iugoslàvia i les primeres fases de la invasió de la Unió Soviètica. Crüwell es va convertir en comandant de l'Afrika Korps el 31 de juliol de 1941 en substitució del general Erwin Rommel (que aquell mateix dia va prendre el comandament del Grup Panzer Àfrica), el qual estava compost per una divisió d'infanteria i dues divisions panzer. Durant el seu comandament, igual que Fritz Bayerlein, Crüwell va sostenir fortes discussions amb Rommel; el 24-25 de novembre Crüwell i Bayerlein van mantenir una violenta discussió amb Rommel en mostrar-se contraris a la contraofensiva alemanya que pretenia fer front a l'operació Crusader dels britànics.
El 29 de maig del 1942 es trobava inspeccionant les operacions militars des de l'aire. Tot i això, l'avió ja havia sobrepassat les línies pròpies i el pilot del Fieseler Fi 156 va confondre les tropes britàniques amb soldats italians. L'avió va aterrar accidentadament, i Crüwell va ser immediatament fet presoner pels britànics. La seva pèrdua va ser un cop dur per a la campanya militar de Rommel al nord d'Àfrica. Passaria la resta de la guerra reclòs pels aliats.
El maig del 1943 els britànics li van preparar una trobada amb el també general Wilhelm von Thoma, que havia estat fet presoner durant la Batalla de l'Alamein. Durant la trobada tots dos oficials van estar parlant de les investigacions secretes nazis i del programa de coets que portaria a l'aparició de les V1 i V2. També van parlar de l'organització interna de les Forces Armades Alemanya. Els britànics van poder així tenir accés a informació d'un gran valor militar. Entre agost de 1942 i juny de 1944, Crüwell va estar reclòs al districte londinenc de Trent Park i posteriorment va ser traslladat a un camp de presoners als Estats Units.

### Postguerra
El 1947 va ser alliberat del seu captiveri pels nord-americans. Durant la postguerra, Crüwell es va convertir en president de l'Associació de Veterans de l'Afrika Korps (Verband ehemaliger Angehöriger Deutsches Afrika Korps) i va assistir a nombrosos actes i homenatges de veterans.